# Половкова, Елена Анатольевна
Елена Анатольевна Половкова (родилась 7 октября 1973 года) — российская хоккеистка на траве, выступавшая на позиции нападающего клубов "Дончанка", "Eintracht Frankfurt" hockey, "Динамо-ЦОП Москомспорт" . Мастер спорта России международного класса.
По окончанию спортивной карьеры продолжила работать в спорте в качестве функционера - главным специалистом отдела по адаптивной физической культуре и адаптивным видам спорта Москомспорта, начальником отдела паралимпийских и сурдлимпийских видов спорта Центра спортивных инновационных технологий и подготовки сборных команд Москомспорта, начальником отдела водных видов спорта Центра спортивных инновационных технологий и подготовки сборных команд Москомспорта, начальником управления летних видов спорта Центра спортивных инновационных технологий и подготовки сборных команд Москомспорта. В настоящее время является начальником управления организационно-методической работы Федерального государственного бюджетного учреждения "Федеральный центр подготовки спортивного резерва" Минспорта России

## Биография
На протяжении карьеры выступала за "Дончанка", "Eintracht Frankfurt" hockey, "Динамо-ЦОП Москомспорт". В составе сборной России играла на чемпионате мира 1994 года, чемпионате Европы 1995 года,Кубке мира 1997 года, чемпионате Европы 1999 года,  Кубке мира 2001 года, чемпионате мира 2002 года, чемпионате мира по индор-хоккею 2003 года, Чемпионат Германии Bundesliga 2003-2004 годы, II чемпионате Европы 2005 года, чемпионате Европы 2009 года, Кубок мира 2010 года, II чемпионат Европы 2011 года. Была капитаном сборной.
Выступает на ветеранских турнирах за команду «Ветераны Москвы» и за сборную России, совмещая выступления с работой.
Организатор фестивалей для детей и лиц с ограниченными возможностями (в том числе детей-инвалидов).

## Награды
- Почетная грамота Москомспорта
- Благодарность Министра спорта Российской Федерации
- Памятная медаль "XXII Олимпийские зимние игры и XI Паралимпийские зимние игры 2014 года в г. Сочи"
- Премия города Москвы 2019 года в области физической культуры, спорта и туризма[7].
- Ведомственный нагрудный знак Министерства спорта Российской Федерации "Отличник физической культуры и спорта"